# 會議

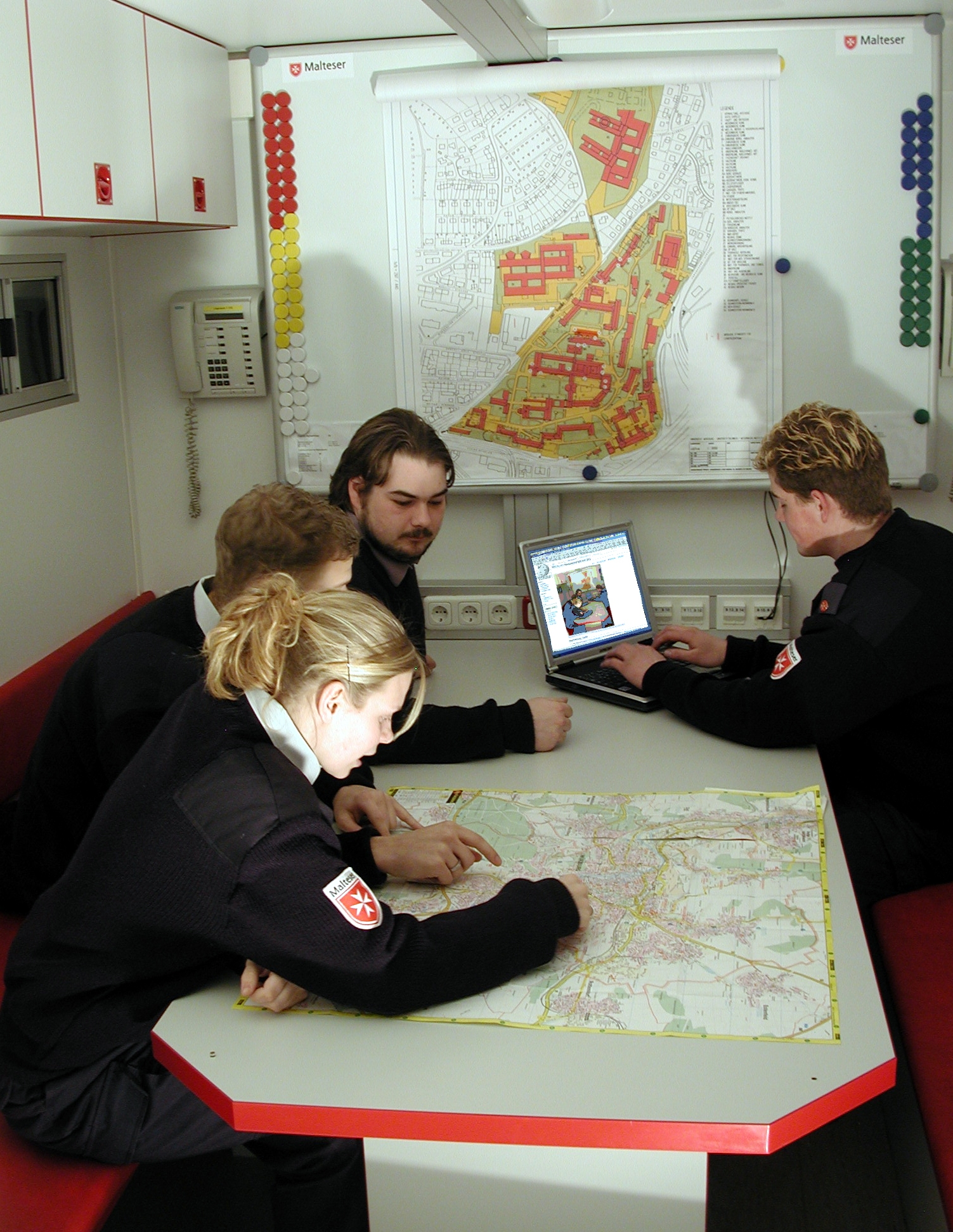
會議

會議是人類社會的一種社交、公關、政治、意見交流、訊息傳播及溝通的活動，由兩位或多位人士參與。
會議是一種社會科學，也是一種人文藝術，成功與失敗，在於與會者及各方的誠意及能力。

## 會議種類
- 不同参与者的会议：
  - 组织或机构内部的会议
    - 例会，组织内人员参加的日常会议。
    - 代表大會
      - 党代会，即政党的代表大会。

    - 董事會，企业董事相关会议。
    - 股東大會
    - 政府会议
      - 議會做为立法机关的形态之一，以举行会议的方式，处理各项政务。

    - 班會，学生参加的班级会议。

  - 多个组织参与的会议，甚至多国组织参加的国际会议。
- 各类功能的会议：
  - 記者會，或称新闻发布会。
  - 研討會（包含特定主題的教學，中場或結束前提供發問的機會）
  - 協調會，亦是不定期会议。
  - 选举会，进行选举的会议，是选举方式之一，如教宗选举秘密会议。
- 不同举办频率的会议：
  - 以时间区分的会议，早会、晚会、日会、周会、月会、季会、年会、双年会等。
  - 不定期会议
- 其它：
  - 餐会，就餐的同时完成的会议，与宴会的目的不同。以企业、政府机构日常举行的早餐会尤为常见，是为处理日常事务、提高办公效率而举行[2]。另外，台湾有尾牙餐会的习俗。

## 使用設備
傳統的會議大多需要如下設備：
- 會議室
- 投影機
- 白板、白板筆
- 麥克風與擴音器（常用於大型的會議時）

随着互联网的发展，为了进一步提高工作的效率和会议的便捷性，网络视频会议也随之诞生。目前的视频会议也都具备白板，白板笔等显示会议的工具，新兴的网页版网络视频会议还具有“网页剪取”等全新功能。在日常生活中，网络会议的使用率正逐步提升。